# Thomas Percy, VII conde de Northumberland

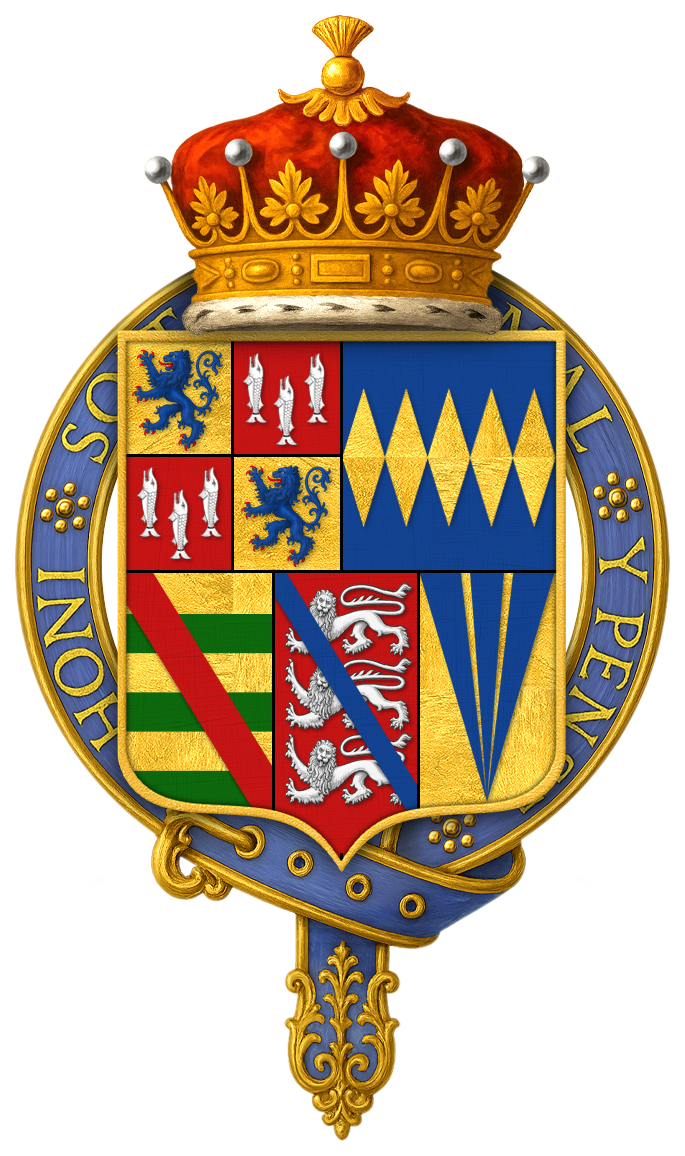
Armas de Thomas Percy, VII Conde de Northumberland, KG

Thomas Percy, VII conde de Northumberland, I barón Percy, KG (1528 – 22 de agosto de 1572) fue un noble inglés, quien encabezó el levantamiento del Norte y fue ejecutado por traición. Más tarde fue beatificado por la Iglesia Católica.

## Primeros años
Percy fue el primogénito de Sir Thomas Percy y Leonor, hija de Sir Guiscardo Harbottal. Era sobrino de Henry Percy, VI Conde de Northumberland, con quien Ana Bolena había mantenido una relación romántica antes de casarse con el Rey Enrique VIII. Cuando Thomas tenía ocho años de edad, su padre, Sir Thomas Percy, fue ejecutado en Tyburn (2 de junio de 1537) por haber desempeñado un papel principal en la Peregrinación de Gracia, por lo que también ha sido considerado mártir por muchos. Thomas y su hermano Henry fueron apartados de la tutela de su madre, y confiados a Sir Thomas Tempest.
En 1549, al llegar a la edad adulta, se aprobó "la restitución de la sangre del Señor Thomas Percy". Poco después fue armado caballero, y, tres años más tarde, durante el reinado de María I, recuperó sus tierras y honores ancestrales. Ocupó un asiento por Westmorland en el Parlamento de Inglaterra convocado en noviembre de 1554. Fue nombrado gobernador del castillo de Prudhoe y sitió y conquistó el castillo de Scarborough, capturado por los rebeldes en 1557. Como recompensa, recibió el título de conde de Northumberland y las baronías de Percy, Poynings, Lucy, Bryan, y Fitzpane le fueron restituidas  el 1 de mayo de 1557. Se instaló en Whitehall con gran pompa, y poco después fue nombrado guardian general de las Marcas, cargo desde el que combatió y derrotó a los escoceses.

## Vida bajo el reinado de Isabel
Tras la ascensión de la Reina Isabel I, el conde, cuya lealtad a la Iglesia Católica era conocida, fue mantenido en el Norte, mientras que el Parlamento aprobaba medidas anticatólicas. Aun así, continuó gozando del favor de Isabel, que le otorgó la Orden de la Jarretera en 1563. Por aquel entonces, había renunciado a su cargo de guardián de las Marcas y vivía en el sur. Pero la sistemática persecución de los Católicos complicó su situación, y en el otoño de 1569 la población católica en el norte, excitada por los rumores de excomunión de Isabel, estaba planeando liberar a María de Escocia, posiblemente con la intención de situarla en el trono inglés y obtener así la libertad de culto. El conde, junto al conde de Westmorland escribió al papa pidiendo consejo, pero antes de que su carta llegara a Roma los hechos le precipitaron a tomar acción contra su voluntad.

## Matrimonio y descendencia

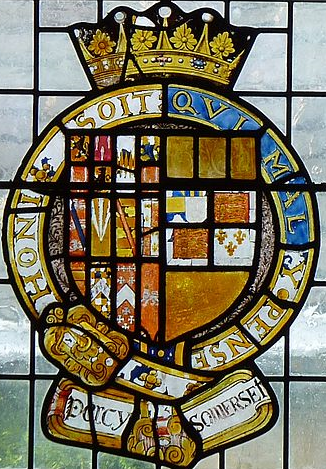
Vidrieras del Siglo XVII mostrando las armas de Thomas Percy, VII Conde de Northumberland (1528-1572), KG, (con 11 cuarteles) empalar a Somerset (vidrio dañado/incompleta), escudos paternos de su esposa Anne Somerset, hija de Henry Somerset, II conde de Worcester, todo el conjunto enmarcado por la Jarretera. Detalle de la ventana Percy, Petworth House, Sussex

En 1558 se casó con Anne Somerset, hija de Henry Somerset, conde de Worcester, con quien tuvo: 
- Thomas Percy, Barón de Percy (murió en 1560), antes que su padre
- Elizabeth Percy, esposa de Richard Woodroffe de Woolley, hijo de Francisco Woodroffe.
- Joan Percy, esposa de Lord Henry Seymour, hijo menor de Edward Seymour, duque de Somerset y Anne Stanhope.
- Lucy Percy, esposa de Edward Stanley de Tong Castle, hijo de Sir Thomas Stanley y Margaret Vernon[3]
- Mary Percy (11 de junio de 1570 – 1643), monja, fundadora de las Damas Benedictinas en Bruselas de la que descienden casi todas las casas de monjas Benedictinas inglesas.[1]

## Muerte

### Captura y ejecución
Tras el fracaso del Levantamiento del Norte, Thomas huyó a Escocia, donde fue capturado por el conde de Morton, uno de los principales nobles escoceses. Después de tres años de encarcelamiento en el castillo de Lochleven, fue entregado al Gobierno inglés por dos mil libras. Fue conducido a cabo York, el 22 de agosto de 1572 y decapitado públicamente en el Pavement, rechazando una oferta para salvar su vida, a cambio de renunciar al Catolicismo. Su cuerpo decapitado fue enterrado en el ahora demolido iglesia de Santa Cruz en York.

## Sucesión
Su esposa le sobrevivió, así como hizo cuatro hijas, que fueron sus co-herederas. Las baronías de Percy y de Poynings y el condado de Northumberland de antigua creación fueron confiscados, pero debido a una cláusula en la patente, el condado de Northumberland de nueva creación y otros honores conferidos en 1557. Como su único hijo había muerto sin sucesión masculina, el condado pasó a su hermano menor Henry Percy, VIII conde de Northumberland (encarcelado y muerto en prisión el 21 de junio de 1585 por apoyar a María de Escocia).

## Beatificación
Fue beatificado por el Papa León XIII el 13 de mayo de 1895 y su festividad se celebra en la Diócesis de Hexham y Newcastle anualmente el 14 de noviembre.